# Avenida Rio Branco (Rio de Janeiro)
A Avenida Rio Branco, antiga Avenida Central, é um logradouro que cruza o Centro do Rio de Janeiro, sendo a principal marca da reforma urbana realizada pelo prefeito Pereira Passos no início do Século XX.
É uma das principais vias públicas da cidade, sendo palco de muitos acontecimentos importantes.
Em 2016, um trecho de 600 metros da avenida foi fechado definitivamente ao trânsito de veículos, sendo feito no local o Boulevard Luiz Severiano Ribeiro. O passeio conta com 35 árvores, 1 620 metros quadrados em canteiros verdes, bicicletários, 70 bancos e iluminação renovada.

## História

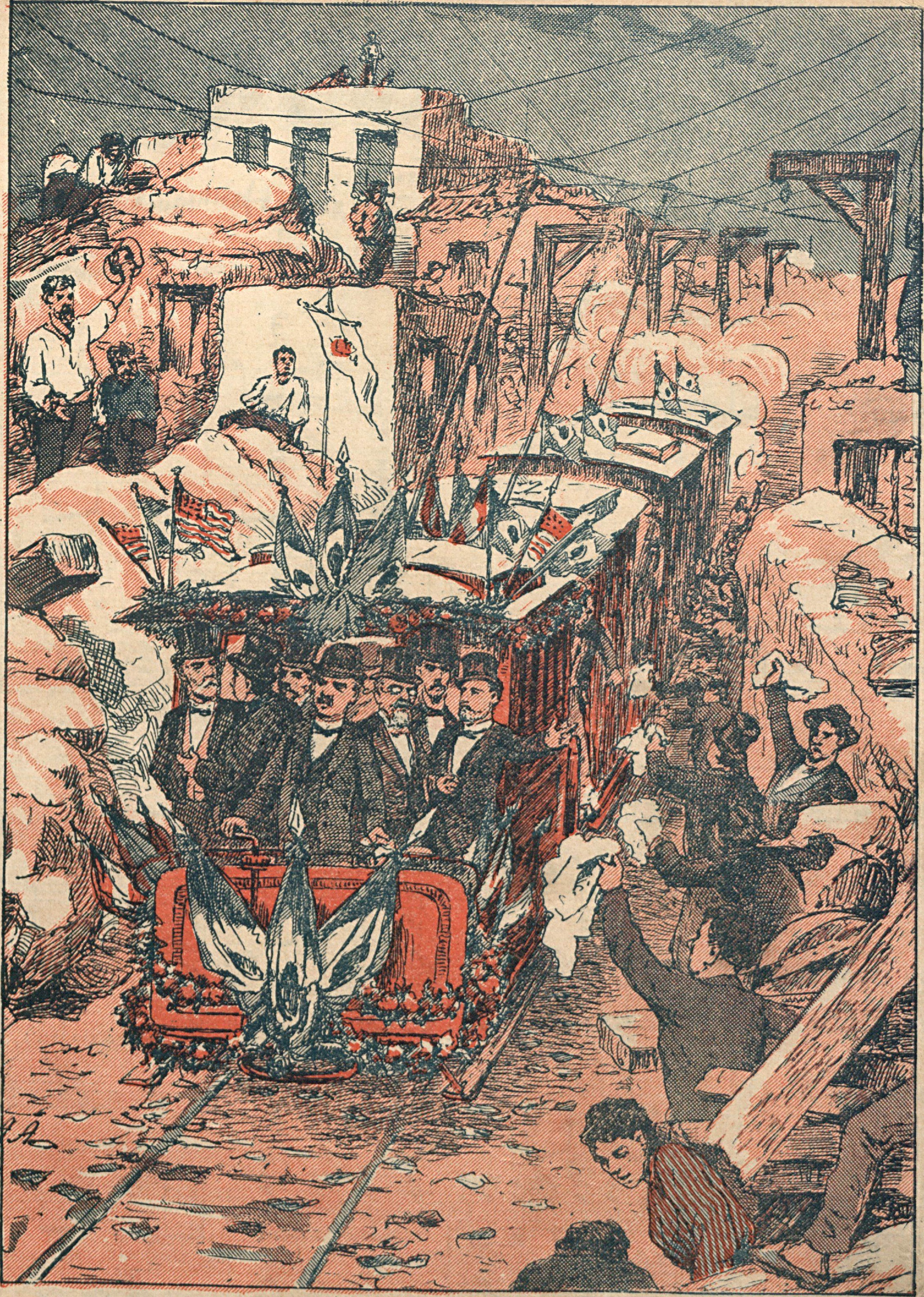
O comboio presidencial na inauguração da Avenida Central (Angelo Agostini, O Malho, 1904).

O Rio de Janeiro dos primeiros anos da República ainda conservava grande parte da sua malha urbana colonial, que a esta altura parecia ultrapassada e anacrônica tanto em termos arquitetônicos quanto urbanísticos. Além disso, o velho centro colonial da cidade era superpovoado e propenso a doenças, como a febre amarela e a varíola. Nesse contexto, se encaixa a abertura da Avenida Central, parte de um grande programa de modernização do Rio de Janeiro seguindo cânones europeus urbanísticos e sanitários: a Belle Époque.
O responsável pelas reformas foi o engenheiro Pereira Passos, designado prefeito do Distrito Federal pelo presidente Rodrigues Alves, em 1902. As obras iniciaram-se em março de 1904 com a demolição de 641 casas, desalojando quase 3 900 pessoas. Após seis meses de trabalho estava aberta de ponta a ponta.
Ao mesmo tempo, abriu-se a Avenida do Mangue (parte da atual Avenida Presidente Vargas), arrasou-se o Morro do Senado, alargaram-se ruas do Centro, urbanizou-se parte da orla da Baía de Guanabara e iniciou-se a urbanização de Copacabana, entre outras reformas. Ao final do governo de Pereira Passos, em 1906, a cidade já tinha cara nova.

## Arquitetura e urbanismo

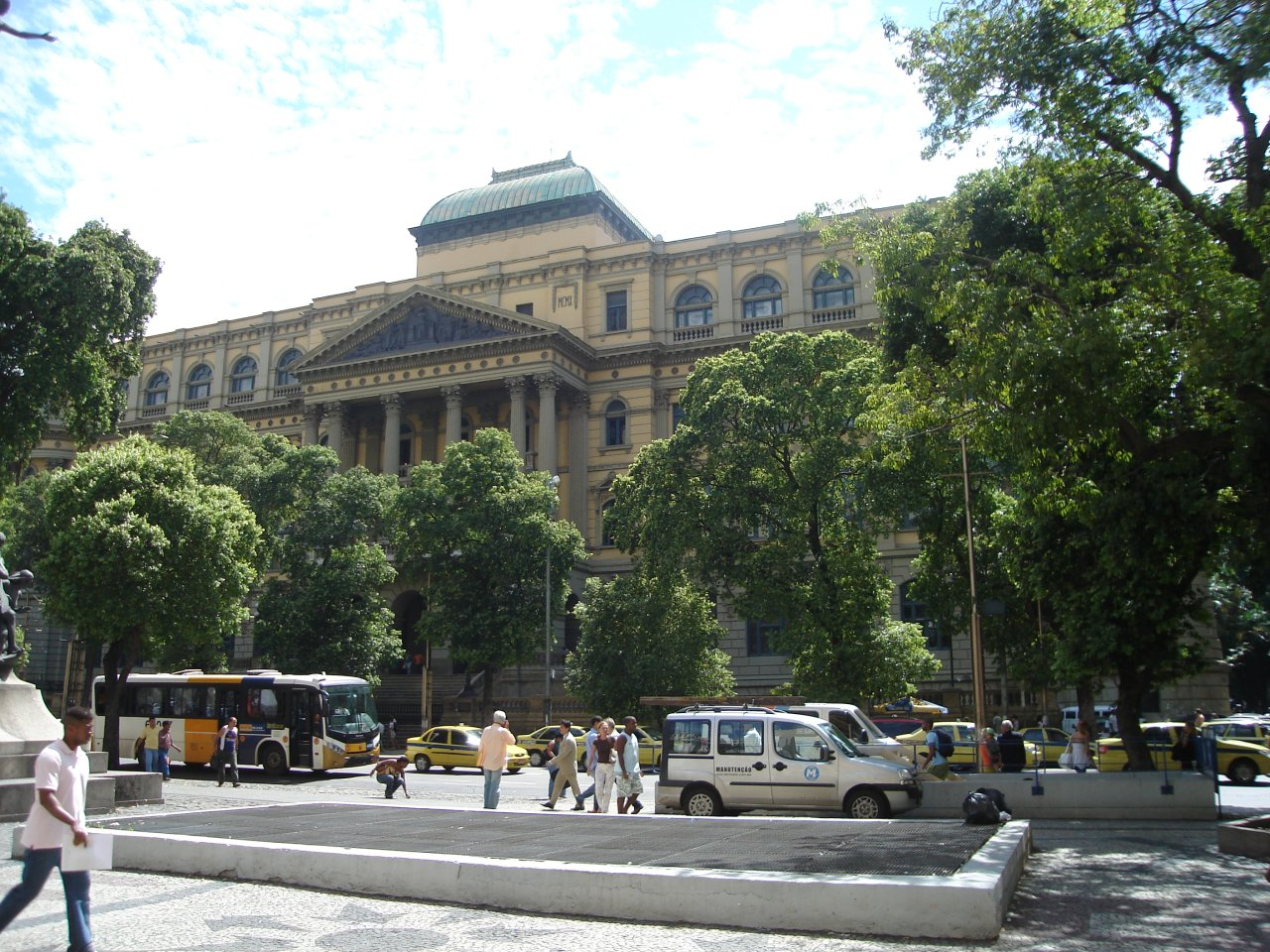
Avenida Rio Branco e a Biblioteca Nacional, em 2008.

A Avenida Central ligava o novo porto da cidade (onde está a atual Praça Mauá) à região da Glória, que nessa época se expandia urbanisticamente. O responsável pelo projeto foi o engenheiro Paulo de Frontin, chefe da Comissão Construtora da Avenida Central. A nova avenida tinha 1 800 metros de extensão por 33 metros de largura, e 300 casas coloniais foram arrasadas no processo para levantar edifícios modernos. As fachadas para os edifícios da Avenida Central foram escolhidos em concurso, do qual foram jurados, entre outros, o prefeito Pereira Passos, Paulo de Frontin, o ministro da Viação e Obras Públicas, Lauro Müller, e o diretor-geral de Saúde Pública, Oswaldo Cruz.
Os edifícios finalmente construídos são obra de vários arquitetos, em geral de origem europeia, com alguns brasileiros como Heitor de Melo, Gabriel Junqueira, Francisco de Azevedo Monteiro Caminhoá e Ramos de Azevedo. Destaca-se significativa quantidade de projetos elaborados pelo arquiteto espanhol Adolfo Morales de los Rios. O primeiro a ser erguido, hoje demolido, foi o da Tabacaria Londres. Em termos estilísticos, a construção da Avenida Central representa o auge do estilo eclético monumental no Rio de Janeiro. Além de edifícios do governo, ergueram-se vários hotéis, sedes de empresas, jornais, clubes, etc. O estilo predominante foi o ecletismo afrancesado, mas vários outros modelos foram seguidos, como o ecletismo italianizante, neogótico, neoclássico, entre outros. A avenida contava com um canteiro central ajardinado e iluminação elétrica. As calçadas, em mosaico português, foram feitas por artesãos vindos de Portugal.
A Avenida Central terminava na Praça Floriano Peixoto (hoje conhecida como Cinelândia), ao redor da qual se erigiram vários edifícios públicos de grande valor arquitetônico que ainda existem: o Teatro Municipal, a Escola Nacional de Belas Artes (hoje Museu Nacional de Belas Artes) e a Biblioteca Nacional. No extremo da avenida foi erguido o Palácio Monroe, sede do Senado, destruído, em 1976.
A avenida foi inaugurada em 7 de setembro de 1904 pelo presidente da República, Rodrigues Alves, e entregue ao tráfego em 15 de novembro de 1905. Recebeu bela arborização, iniciada em 22 de outubro de 1905 com o plantio da primeira árvore de pau-brasil. Quando a aumentaram, porém, as árvores foram retiradas, assim como a calçada que a dividia ao meio.

### Mudanças e descaracterização

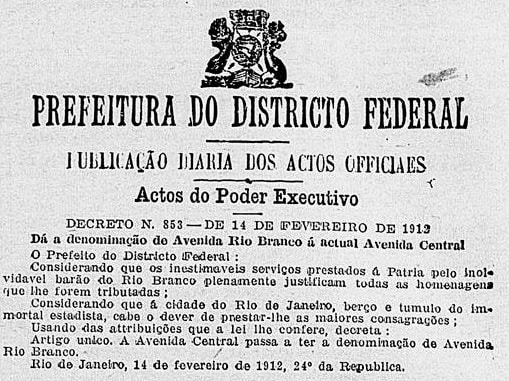
Decreto da denominação, 14 de fevereiro de 1912.

Em 21 de fevereiro de 1912, o nome da avenida foi mudado para Avenida Rio Branco, em homenagem ao Barão do Rio Branco, diplomata brasileiro responsável por tratados que garantiram as fronteiras brasileiras que tinha morrido em 11 de fevereiro do mesmo ano.
A partir dos anos 1940, com o avanço da arquitetura do concreto armado, a avenida começou a descaracterizar-se arquitetonicamente, a tal ponto que, hoje em dia, apenas um punhado dos edifícios originais estão preservados.

### Transportes

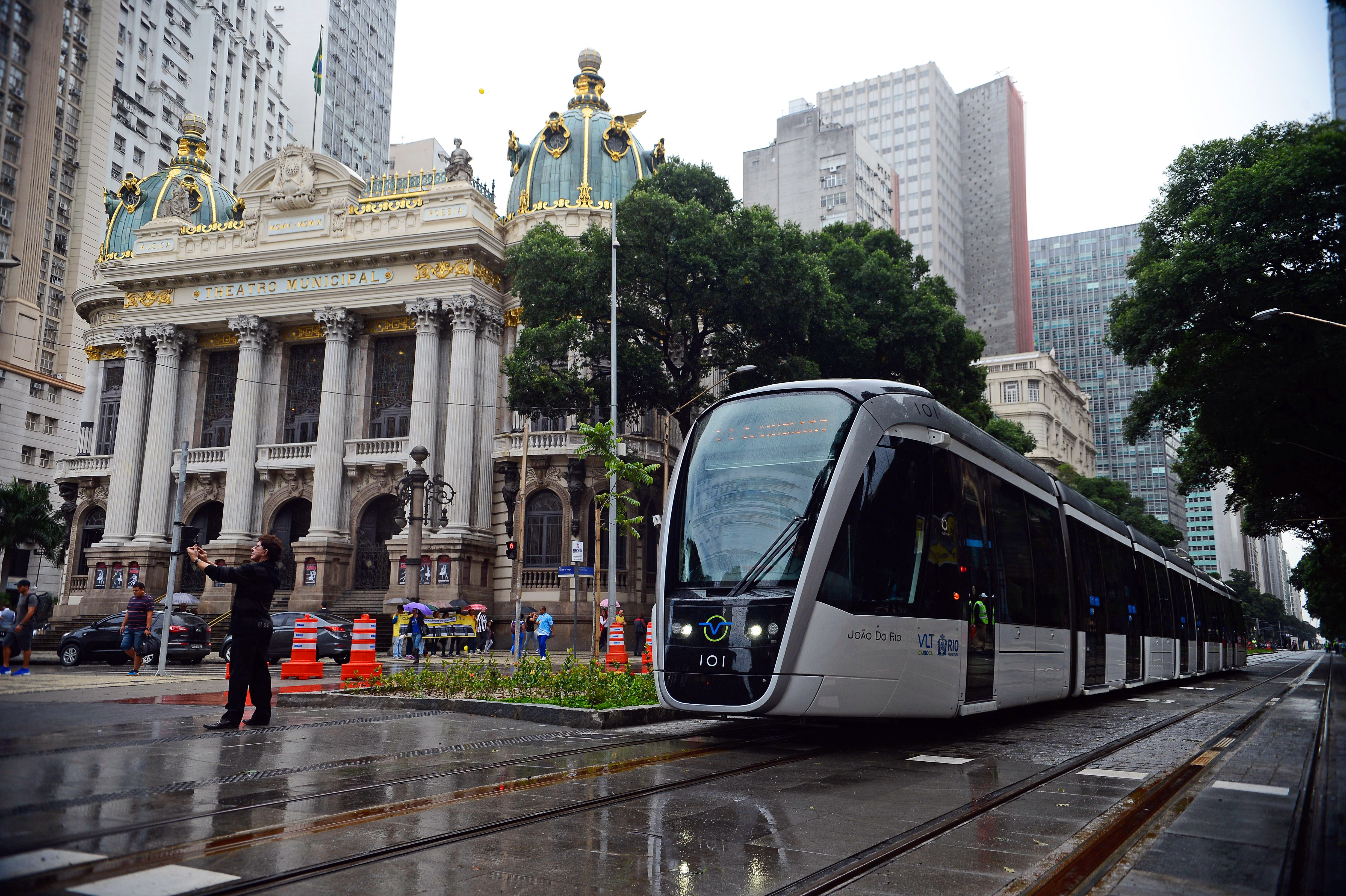
Composição do VLT Carioca durante a viagem inaugural, em 2016. À esquerda, o Theatro Municipal.

A Avenida Rio Branco é ainda uma das artérias mais importantes da cidade, na qual se encontram alguns dos principais escritórios e bancos do Rio de Janeiro. Atualmente, por toda a sua extensão, andam mais de 500 000 pessoas ao dia advindas de todas as partes da Região Metropolitana do Rio de Janeiro.
Várias linhas de ônibus municipais passam pela avenida. O número de linhas na avenida já foi maior, mas com a criação do Boulevard Luiz Severiano Ribeiro e as paradas do VLT Carioca esse número diminuiu.
As paradas do VLT — a Linha 1 e Linha 3 tem paradas na avenida, enquanto a Linha 2 e a Linha 4 apenas cruzam a avenida —  são: São Bento, Candelária, Sete de Setembro, Carioca e Cinelândia. Existem também estações do Metrô (Linha 1 e Linha 2): Carioca / Centro e Cinelândia / Centro.

## Galeria

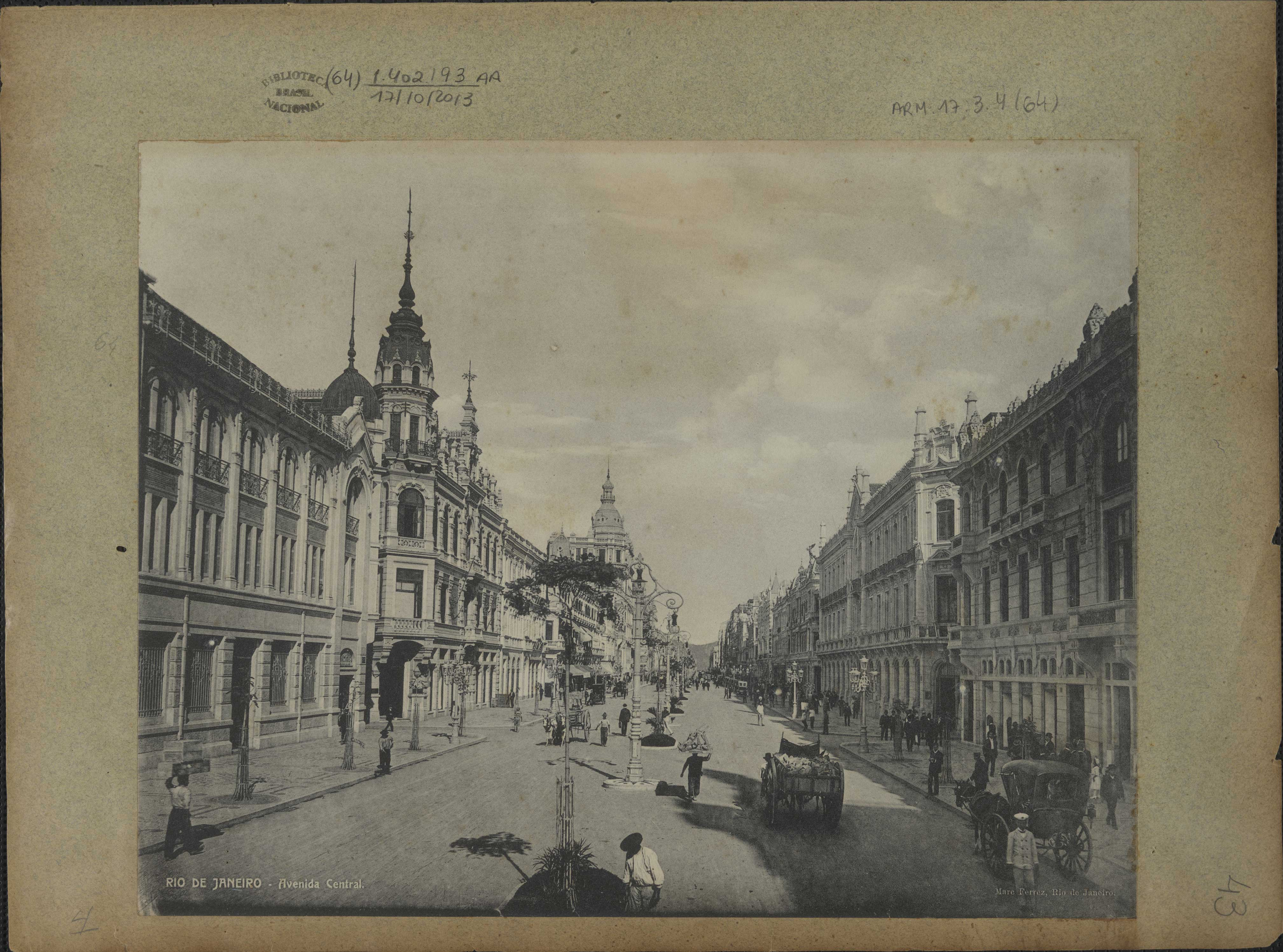
Avenida Rio Branco por Marc Ferrez (circa 1908).
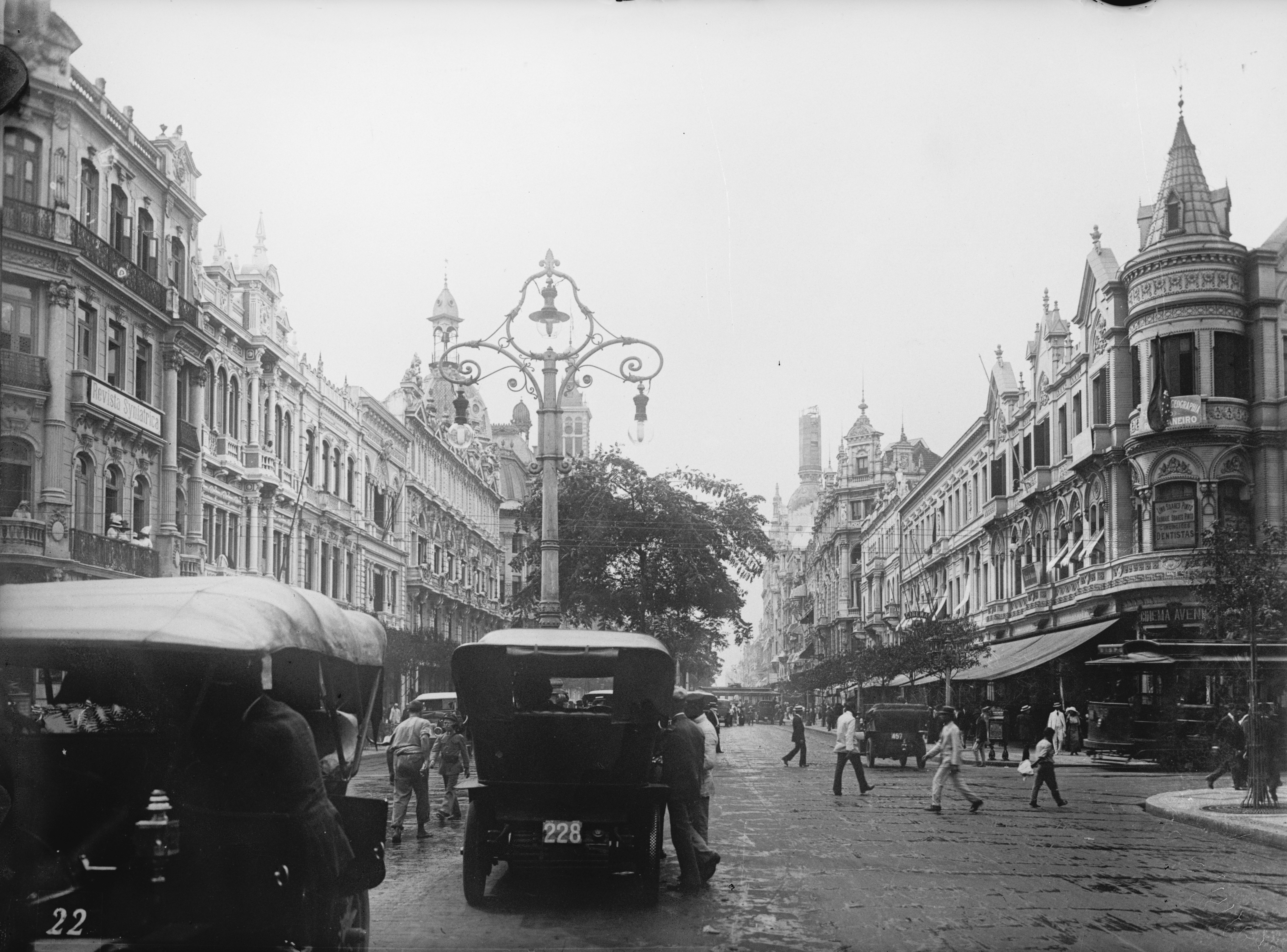
Fotografia da avenida nos anos 1910.
Iluminação noturna na avenida entre 1920 e 1930.
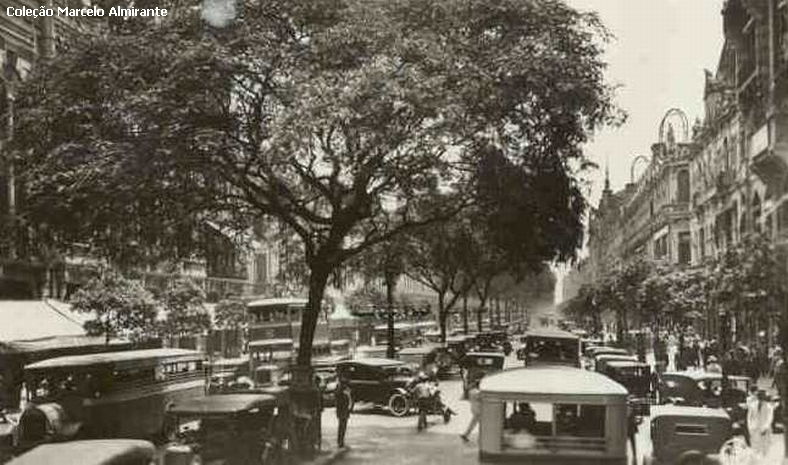
Avenida Rio Branco na década de 1930.
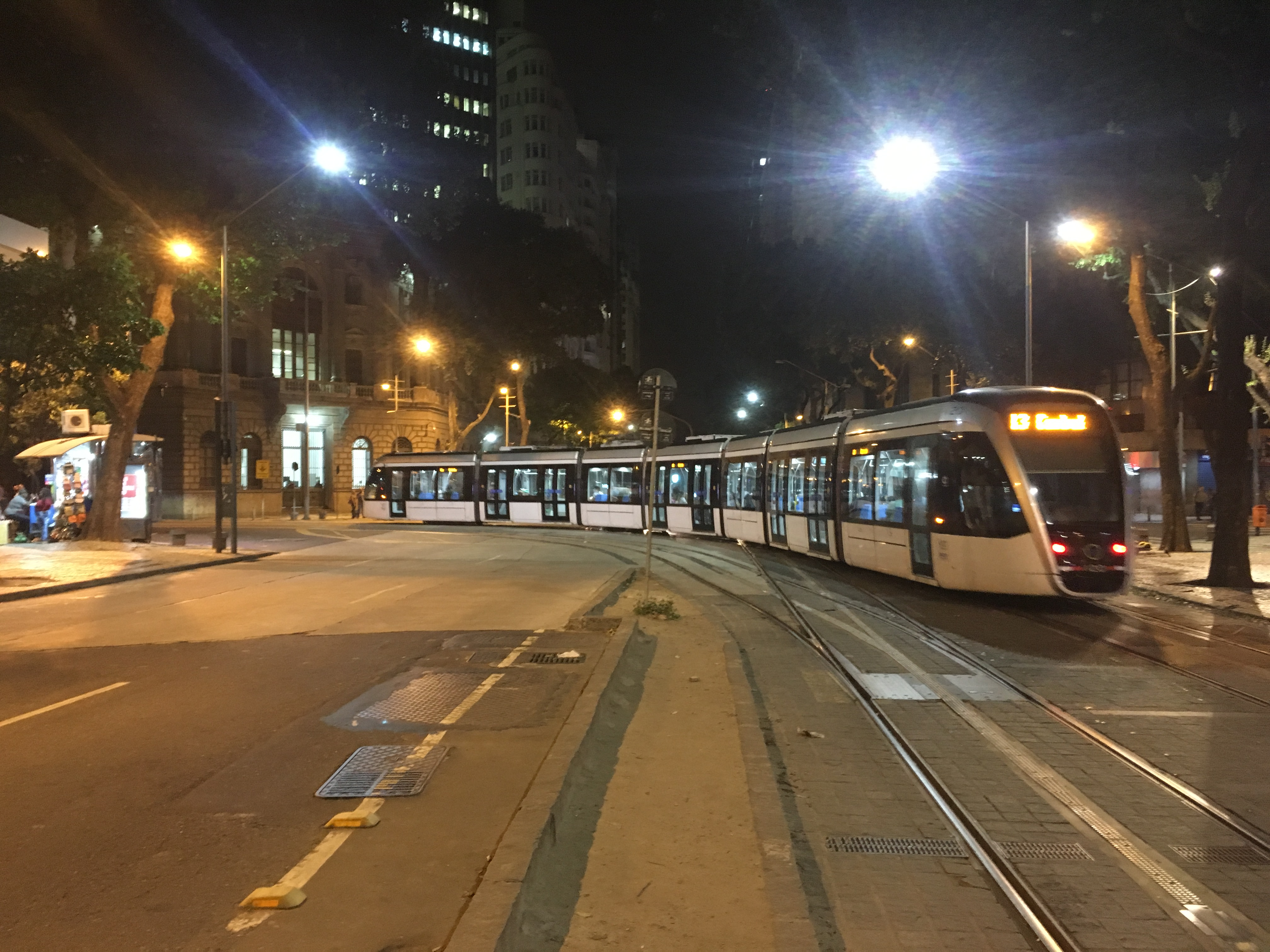
Composição da Linha 3 do VLT acessando a avenida, a partir da Avenida Visconde de Inhaúma. Ao fundo e à esquerda, a Caixa de Amortização incorporada ao Banco Central.
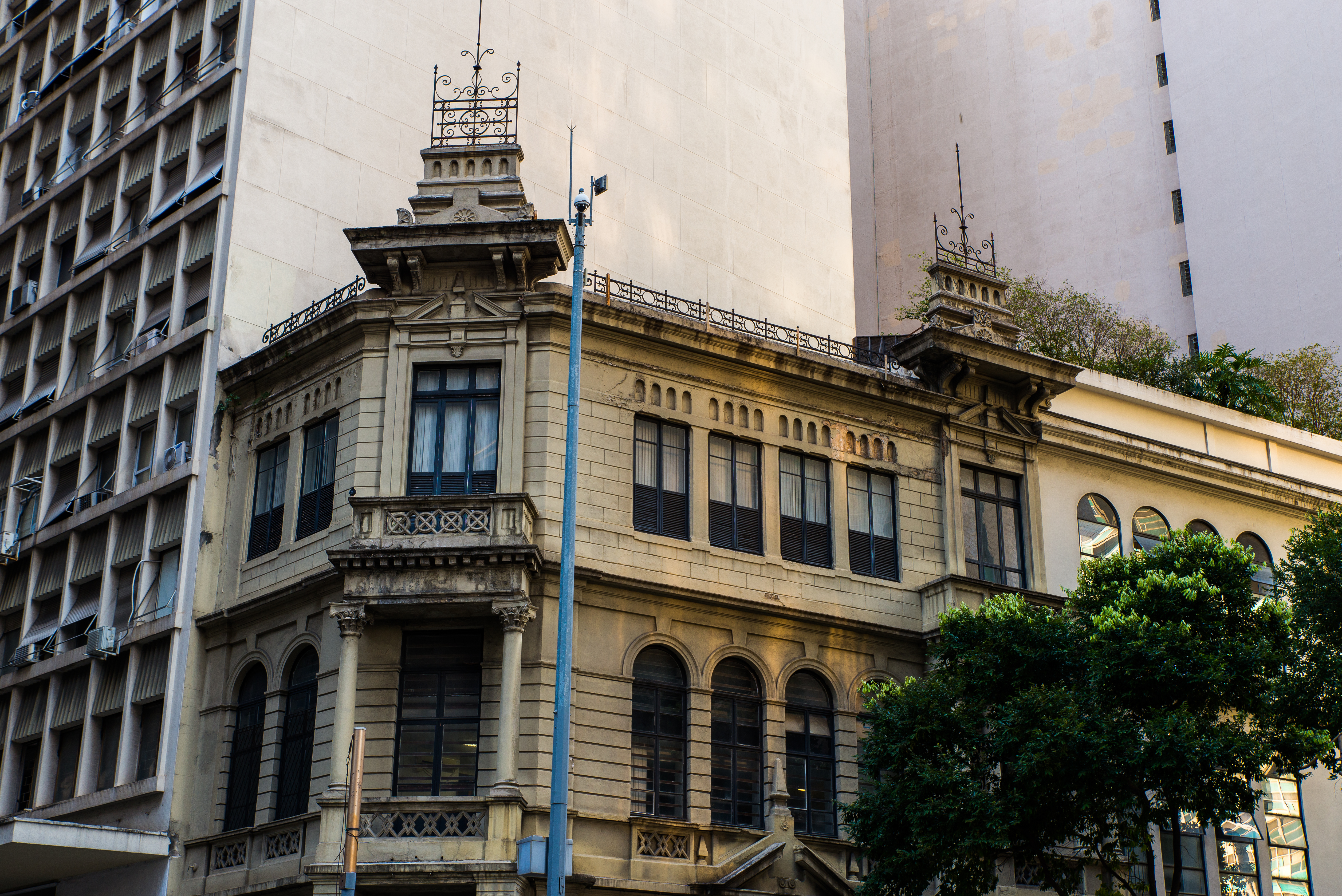
Edifício nos números 155 a 159, tombado pelo INEPAC.
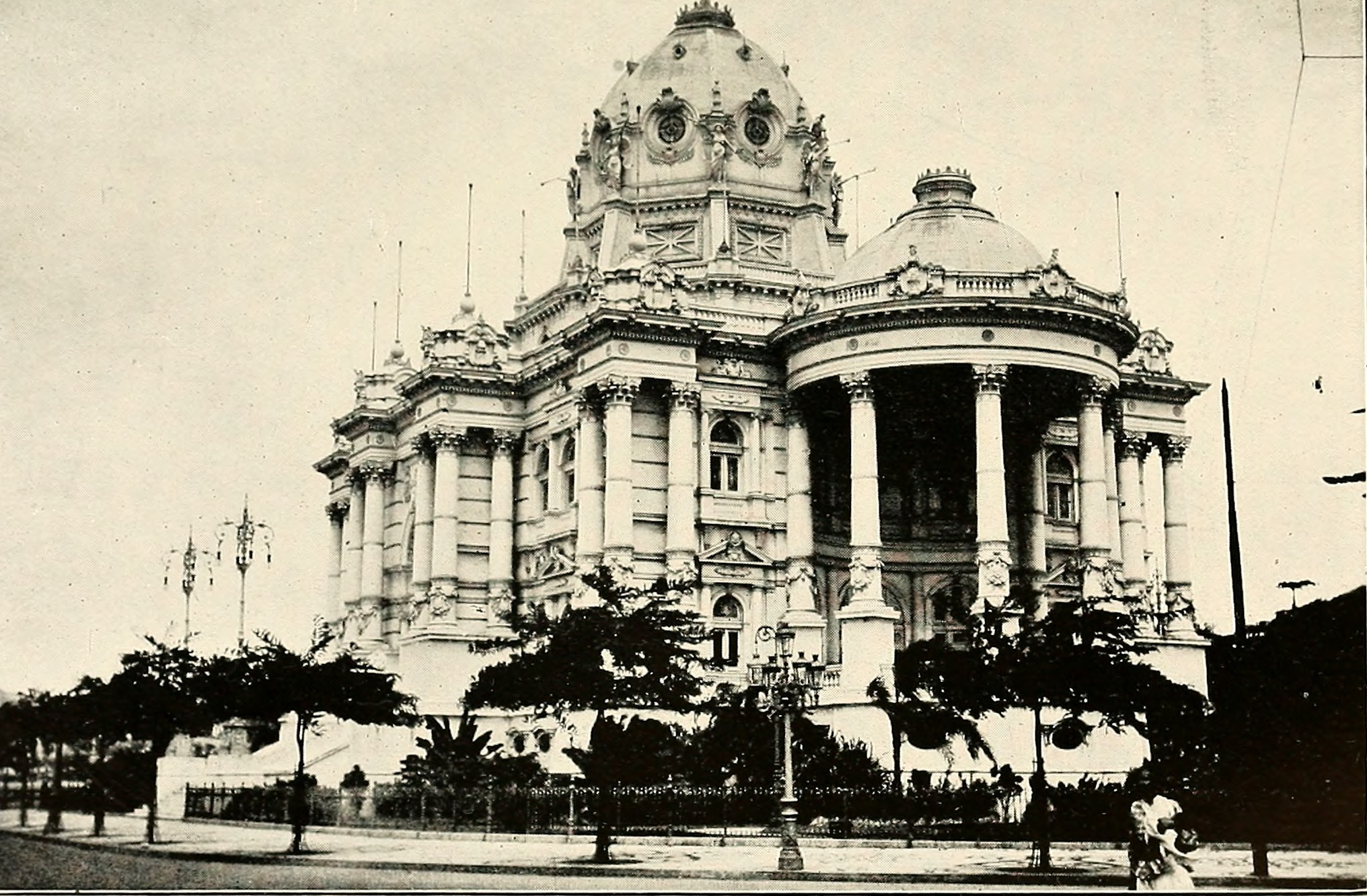
Palácio Monroe, em 1912.
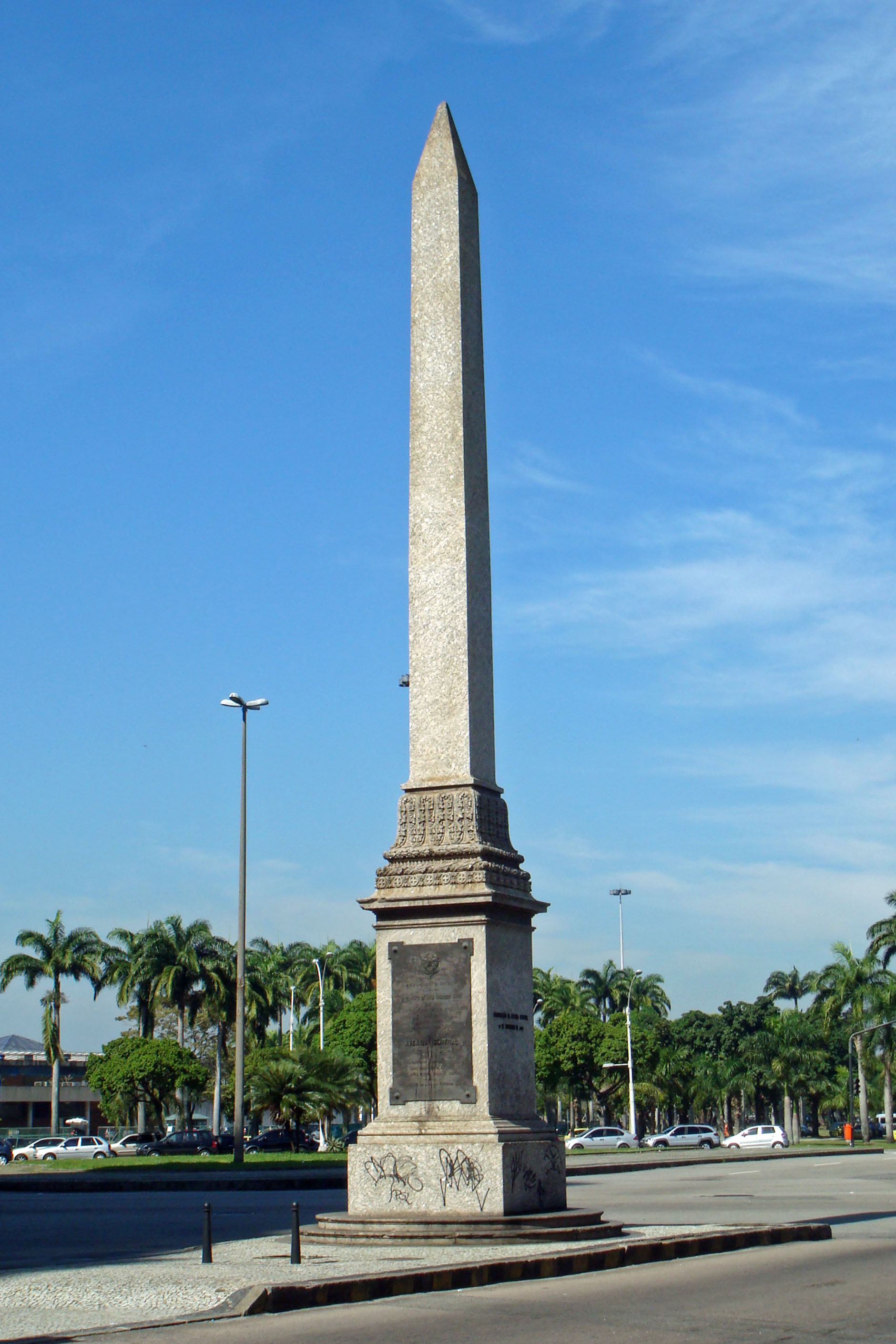
Obelisco da Avenida Rio Branco, inaugurado em 1906.